# Maurice Blanc (homme politique)
Pour les articles homonymes, voir Maurice Blanc et Blanc (homonymie).
Maurice Blanc, né le 1er novembre 1939 à Albertville, est un homme politique français.

## Biographie
Maurice Blanc est né en 1939, à Albertville, dans le département de la Savoie. Son père est ouvrier aux Aciéries d'Ugine.
Il est professeur d'anglais dans un C.E.S. de Montmélian.
Maire d'Aigueblanche de 1977 à 2001 (où il participe à la création de la station de Valmorel), conseiller général de Moûtiers de 1976 à 1982, il est élu député de la deuxième circonscription de la Savoie de 1974 à 1978 grâce à une élection partielle à la suite de la démission de Joseph Fontanet.
Maurice Blanc est l'unique homme politique de gauche à avoir occupé, sous la Ve République, la fonction de député de la deuxième circonscription de Savoie ; cette circonscription fut même le bastion de trois ministres de droite : le chrétien-démocrate Joseph Fontanet et les gaullistes Michel Barnier et Hervé Gaymard.